# Flo Sandon's
Flo Sandon's (30 de junio de 1924-16 de noviembre de 2006) fue una cantante de música ligera y jazz de nacionalidad italiana.

## Biografía
Nacida en Vicenza, Italia, su verdadero nombre era Mammola Sandon. Su idea de hacerse cantante se inició casualmente en 1944, con el debut en un espectáculo para la Cruz Roja organizado durante la Segunda Guerra Mundial en Roma por el Ejército de los Estados Unidos. Su nombre artístico, Sandon's, nació por un error tipográfico en la etiqueta del primer disco de la cantante, en 1947, cuando grabó Love letters. 
La fama le llegó en 1952 gracias al film Anna, dirigido por Alberto Lattuada e interpretado por Silvana Mangano, Vittorio Gassman y Raf Vallone. Sandon no actuaba en la cinta, pero doblaba la voz de Mangano en dos momentos de la banda sonora, Non dimenticar (che t'ho voluto bene) (de Redi-Galdieri) y El negro zumbon (de Armando Trovajoli). Ambas canciones obtuvieron un gran éxito. Non dimenticar vendió un millón de copias en Italia y fue premiada con el Disco de Oro, y en el extranjero se vendieron 10 millones de discos. La canción también gustó a Nat King Cole, que la grabó a finales de los años 1950 contribuyendo enormemente a su fama. El tema, junto a Nel blu dipinto di blu (Volare), de Domenico Modugno, formó uno de los momentos más destacados de la música Italiana en el mundo. 
Flo Sandon's participó en varios Festivales de San Remo, venciendo en el de 1953 con Viale d'autunno, tema cantado a dúo con Carla Boni. En 1960 venció el Festival de Nápoles con Serenata a Margellina. Tras la muerte de su marido, Natalino Otto, se retiró de la escena, prefiriendo ser artista invitada en diferentes programas de radio y televisión.
Sin embargo, aceptó participar en 1994 en la comedia musical Gli uomini sono tutti bambini, de Pietro Garinei, con texto de Enrico Vaime y música de Claudio Mattone. En la obra interpretaba a la madre de Gianfranco D'Angelo, siendo acompañada por Wilma Goich, Simona Patitucci y Laura Di Mauro. La comedia tuvo un gran éxito de público. Sandon's, que bailaba y cantaba en una comedia por vez primera, era un óptimo ejempio de cómo a los setenta años se podían aceptar nuevos desafíos. Todo esto fue antes de que en el año 2000 se viera afectada por la enfermedad de Alzheimer. 
A lo largo de su carrera, Sandon's interpretó a menudo melodías musicales cinematográficas. Son un ejemplo Autunno a Roma (del film Stazione Termini, de Vittorio De Sica, con Jennifer Jones y Montgomery Clift) y Sadie Thompson'song (Miss Sadie Thompson, de Curtis Bernhardt, con Rita Hayworth y José Ferrer). También interpretó la melodía de la cinta de 1957 de Antonio Pietrangeli Souvenir d'Italie, con Gabriele Ferzetti y June Laverick.
En 1953 Flo Sandon's participó por vez primera en el Festival de San Remo, venciéndolo con la canción Viale d'autunno, interpretada a dúo con Carla Boni, y derrotando a la gran favorita, Nilla Pizzi. Posteriormente, Sandon's se presentó a otras cinco ediciones del Festival, la última en 1963, pero ya no repitió el éxito de su primera participación, clasificádose en el quinto puesto en 1954 con Non è mai troppo tardi. Sin embargo, obtuvo el primer puesto del Festival de Nápoles en 1960 con la canción Serenata a Margellina. Otras canciones célebres de su repertorio fueron Verde luna, I love Paris, Never let me go, Concerto d'autunno, Domani, Que sera sera y Arrivederci.
Flo Sandon's falleció en el año 2006 en Roma, Italia, a causa de una enfermedad de Alzheimer. 

## Selección de su discografía[2]

### 78 RPM
- 1948 : It's magic / Speak low (Durium, A 9128)
- 1948 : Love letters / They say it's wonderful (Telefunken, A 9157)
- 1948 : In a moment of madness / I should care (Telefunken, A 9158)
- 1948 : Amado mio / Put the blame on mame (Telefunken, A 9162)
- 1948 : Together / Blue skies (Telefunken, A 9164)
- 1948 : Love letters / Together (Durium, A 9164)
- 1948 : Always / (I love you) For sentimental reasons (Telefunken, A 9186)
- 1948 : Night and day / Sweet and lovely (Durium, A 9187)
- 1948 : Green moon / I'll close my eyes (Durium, A 9200)
- 1948 : Ballerina / A gal in Calico (Durium, A 9230)
- 1948 : You keep coming back like a song / Angel (Durium, 9236)
- 1948 : O mama, mama / Louisiana (Telefunken, A 9269)
- 1948 : Veleno / Ogni sabato (Telefunken, A 9270)
- 1948 : Addormentarmi così / In fondo al cuore (Tekefunken, A 9293)
- 1948 : Non dirlo a nessuno / Va pensiero (Telefunken, A 9294)
- 1948 : Come out, come out, wherever you are / Civilisation (Telefunken, A 9297)
- 1948 : Come out, come out, wherever you are / Bongo Bongo Bongo [Civilisation] (Durium, A 9297)
- 1948 : Nature boy / As long as there's music (Telefunken A 9298)
- 1948 : Come nevica / Por la vieja (Telefunken, A 9306)
- 1948 : Ti ho scritto tante volte / Nei e cicisbei (Durium A 9307)
- 1948 : Se m'ascolterai / Il mio amore sta in soffitta (Telefunken, A 9308)
- 1948 : Voglio parlare al mare / C'è una strada (Telefunken, A 9309)
- 1948 : Nature boy / As long as there's music (Durium, A 9309)
- 1948 : Ancora / Sentiero spagnolo (Telefunken, A 9310)
- 1948 : Troppo tardi / I pappagalli (Telefunken, A 9311)
- 1948 : Sorridendo ti saluto / Ho bisogno di baci (Telefunken, A 9312)
- 1948 : Nell'attesa / Sogno o forse no (Durium, A 9313)
- 1948 : Baby vien con me / Calcutta (Telefunken, A 9318)
- 1948 : Le donne belle (dicono sì) / Foresta in fiamme (Durium, 9318)
- 1948 : La neve cade / No jazz (Telefunken, A 9324)
- 1948 : Il re del Portogallo / Cuanto le gusta (Telefunken, A 9325)
- 1948 : Ay! che samba! / Samba a Posillipo (Durium A 9336)
- 1949 : The man I love / Star Dust (Durium, A 9337)
- 1949 : Stormy weather / Summertime (Durium, A 9338)
- 1949 : Sei sempre sei / Certe parole (Durium, A 9339)
- 1949 : Verde luna / È troppo tardi (Durium, A 9362)
- 1949 : Buona fortuna amore / Chico Pacho (Durium, A 9387)
- 1949 : Verde luna / Harlem notturno (Durium, A 9405)
- 1949 : My darling, my darling / Always true to you in my fashion (Durium, A 9422)
- 1950 : You keep coming back like a song / Angel (Durium, A 9434)
- 1950 : The nango / Tropical magic (Durium, A 9481)
- 1950 : Again / So-o-o in love (Durium, A 9482)
- 1950 : So in love / Summertime (Durium, A 9498)
- 1950 : Portrait of Jennie / Harry Lime theme (Durium, A 9505)
- 1950 : Star eyes / Lover's gold (Durium, A 9706)
- 1950 : I'll know it's love / Mona Lisa (Durium, A 9708)
- 1951 : They say it's wonderful / On an island with you (Durium, A 9709)
- 1951 : Il gatto matto / Chacha la negra (Durium, 9753)
- 1951 : Grazie dei fiori / Sacrificio (Durium, A 9754)
- 1951 : Crepuscolo d'amore / Parla (Durium, A 9761)
- 1951 : Si tu viens danser dans mon village / Insensiblement (Durium, 9762)
- 1951 : Il velo da sposa / Han bussato alla porta (Durium, A 9783)
- 1951 : Elle avait toutes mes preferences / Je cherche l'homme de ma vie (Durium, A 9800)
- 1951 : Rien pour moi / Mon village au clair de lune (Durium, A 9841)
- 1951 : Quando fumo / Lasciate entrare il sole (Durium, A 9870)
- 1951 : Parlandoti d'amore / Se l'amor (Durium, A 9871)
- 1951 : Maria Cantador / Notte (Durium, A 9872)
- 1951 : Sarà poi vero? / Non esagerare (Durium, A 9873)
- 1951 : Teresa / Tu dal cielo (Durium, A 9874)
- 1951 : Bewitched / A life of her own (Durium, A 9875)
- 1952 : Asì / ? (Durium, A 9934)
- 1952 : Maria Cristina / Notte (Durium, A 9935)
- 1952 : El negro zumbon / T'ho voluto bene (Durium, A 9942)
- 1952 : Jezebel / Stringimi sul cuor (Durium, A 9970)
- 1952 : Con te ho vissuto una vita / Insieme all'alba (Durium, A 9972)
- 1953 : The call of the far away hills/ Lili (Durium A 9992)
- 1953 : Mi cafetal / Jezebel (Durium, A 10040)
- 1953 : L'ame des poetes / Malas nubes (Durium, A 10043)
- 1953 : Come Giuda / Merci beaucoup (Durium, 10071)
- 1953 : L'altra / Qualcuno cammina (Durium, A 10121)
- 1953 : Acque amare / Tamburino del reggimento (Durium, A 10122)
- 1953 : Viale d'autunno / Buona sera (Durium, A 10123)
- 1953 : I've Been Kissed Before / Trinidad Lady (Durium, A 10134)
- 1953 : Maria Magdalena / Tire l'aiguille (Lai... lai... lai...) (Durium, A 10137)
- 1953 : Mi cafetal / Malasierra (Durium, A 10138)
- 1953 : Eternamente / Senza pietà (Durium, A 10178)
- 1953 : Il canarino / Duska (Durium, A 10179)
- 1953 : Un uomo per me / Lo sa il ciel (Durium, A 10187)
- 1953 : Todo te lo di / I'm yours (Durium, A 10188)
- 1953 : Con te ho vissuto una vita / Inutile sogno (Durium, A 10189)
- 1953 : Viejo Brazil / Sugar bush (Durium, A 10198)
- 1953 : Piso pisello / La mogliera (Durium, A 10199)
- 1953 : Ascension / Op... op... trotta cavallino (Durium, A 10200)
- 1953 : Kiss / The song from Moulin Rouge (Durium, A 10237)
- 1953 : Moulin Rouge / Kiss (Durium, A 10238)
- 1953 : Vorrei piacere a te / Conosco un cow boy (Durium, A 19272)
- 1953 : L'amore che fa fa / Ci vedremo a Bahia (Durium, A 10274)
- 1953 : Così va il mondo / A la buenas de Dios (Durium, A 10275)
- 1953 : Dolce e ansioso / Canto caribe (Durium, A 10276)
- 1953 : Jurnata triste / Te sto aspettanno (Durium, A 10278)
- 1953 : Todo te lo di / Vaya con Dios [May God whith you] (Durium, A 10279)
- 1953 : ...E su il cappello (e giù il cappello) / Non ritorni più (Durium, A 10288)
- 1953 : Lilì / Zin Zin Zin (Durium, A 10289)
- 1953 : Seguendo il capo / La voce di monti (Durium, A 10290)
- 1953 : Lilì / The call of the far away hills (La voce dei monti) (Durium, A 10292)
- 1953 : Madre Maria / Gitana (Durium, A 10295)
- 1954 : Mambo / Non sparate sul pianista (Durium, A 10301)
- 1954 : Rose / Non è mai troppo tardi (Durium, A 10310)
- 1954 : Arriva il direttore / Aveva un bavero (Durium, A 10311)
- 1954 : Sotto l'ombrello/ Una bambina sei tu (Durium, A 10312)
- 1954 : Gioia di vivere / Piripicchio e Piripicchia (Durium A 10313)
- 1954 : Cirillino Ci / Mogliettina (Durium, A 10311)
- 1954 : Aveva un bavero / E la barca tornò sola (Durium, A 10319)
- 1954 : Johnny (is the boy for me) / ? (Durium, A 10329)
- 1954 : Mon Pays / O Mein Papà (Durium, A 10351)
- 1954 : O cangaceiro / Canto caribe (Durium, A 10360)
- 1954 : Notturno / Un diario (Durium, 10399)
- 1954 : Quattro gondole / Marieta... (monta in gondola) (Durium, A 10409)
- 1954 : È stata un'avventura / Fante di cuori (Durium, A 10410)
- 1954 : Johnny Guitar / Inutilmente (Durium, A 10411)
- 1954 : Tu You Du / Segreto d'amore (Durium, A 10412)
- 1954 : Johnny Guitar / Secret love (Durium, A 10413)
- 1954 : Non dubitar di me / Che peccato! (Durium, A 10414)
- 1954 : Pioggia / Mi brucia il cuor (Durium, A 10448)
- 1954 : That's amore / The Deadwood Stage (Durium, A 10453)
- 1954 : Saltarello geloso / L'ammore è 'nu canario (Durium, A 10482)
- 1955 : Era un omino (piccino piccino) / I tre timidi (Durium, A 10501)
- 1955 : Sentiero / Non penserò che a te (Durium, A 10505)
- 1955 : Zucchero e pepe / Che fai tu luna in ciel (Durium, A 10507)
- 1955 : Una fotografia nella cornice / L'ombra (Durium, A 10508)
- 1955 : Era un omino piccino / Zucchero e pepe (Durium, A 10509)
- 1955 : Good bye, Jane! [Brave man] / La luna nel rio (Durium, A 10536)
- 1955 : The deadwood stage / Brave man (Good bye, Jane!) (Durium, A 10538)
- 1955 : Sento nel cuore Maggio / Baciatevi stasera (Durium, A 10571)
- 1955 : La storia di un povero cuore / Non parlare... baciami (Durium, A 10572)
- 1955 : La voce del cuore / Sogno (Durium, A 10604)
- 1955 : Mambo bacan / Mambo italiano (Durium, A 10642)
- 1955 : Maringà / I love Paris (Durium, A 10643)
- 1955 : Tre cerini / Pane amore... e (Durium, A 10644)
- 1955 : Gelsomina / Amo Parigi (Durium, A 10645)
- 1955 : Ombra del porto / Un brivido di vento (Durium A 10673)
- 1955 : ...E l'america è nata così / Non vivo senza amore (Durium, A 10694)
- 1956 : L'ultima volta che vidi Parigi / Parlo alle stelle (Durium, A 10695)
- 1956 : L'amore è una cosa meravigliosa / Quanto m'amerai (Durium, A 10696)
- 1956 : Un romano a Copacabana / Maria Magdalena (Durium, A 10697)
- 1956 : Malaguena / Oho Aha (Durium, A 10698)
- 1956 : Il cantico del cielo / Parole e musica (Durium, A 10716)
- 1957 : Qualcosa è rimasto / Ho detto al sole (Durium, A 10717)
- 1957 : Amami se vuoi / Nota per nota (Durium, A 10719)
- 1957 : Bonjour Paris / Refrains (Durium, A 10805)
- 1957 : La mia fortuna / Se guardo te (Durium, A 10855)
- 1957 : Vogliamoci tanto bene / Un po' di cielo (Durium, A 10873)
- 1957 : Take back your mink / Only you (Durium, 10888)
- 1957 : Estasi / Ancora ci credo (Durium, A 10914)
- 1957 : Un sogno di cristallo / Era l'epoca del cuore (Durium, A 10915)
- 1957 : You're my everything / Lisboa antigua (Durium, A 10952)
- 1957 : You are my first love / The great pretender (Durium, A 10953)
- 1958 : E' meraviglioso essere giovani / Tutto sei tu (Durium, A 10988)
- 1958 : Tu vuo' fa' l'americano / Sta via (Durium, A 11047)
- 1958 : Io sono te / Timida serenata (Durium, A 11118)
- 1958 : Giuro d'amarti così / Non potrai dimenticare (Durium, A 11119)
- 1958 : Ho disegnato un cuore / Non potrai dimenticare (Durium, A 11120)
- 1959 : Ma baciami / Conoscerti (Durium, A 11259)
- 1959 : Tu sei qui / Per tutta la vita (Durium, A 11260)
- ? : Siviglia mia / Lero lero del Brasil (Durium, ?)
- ? : Song of India / Please don't say no (Durium, ?)
- ? : El bajon / La samba dell'uccellino (Durium, ?)

### 45 RPM
- 1956 : I Love Paris / Brave Man [Good bye, Jane] (Durium, Ld A 6015)
- 1956 : Gelsomina / Maggie (Durium, Ld A 6016)
- 1956 : Malasierra / El Negro Zumbon (Durium, Ld A 6029)
- 1956 : Love is a many splendored thing / I Speak to the Stars (Durium, Ld A 6030)
- 1956 : Oho Aha / L'ultima volta che vidi Parigi (Durium, Ld A 6031)
- 1956 : Amami se vuoi / Il cantico del cielo (Durium, Ld A 6040)
- 1956 : I Love Paris / Mambo Bacan (Durium, Ld A 6052)
- 1956 : Bonjour Paris / Refrains (Durium, Ld A 6056)
- 1957 : Kiss / Verde luna (Durium, Ld A 6060)
- 1957 : Johnny Guitar / The River of no Return (Durium, Ld A 6061)
- 1957 : I want you to be my baby / Burn that candle (Durium, Ld A 6064)
- 1957 : Que sera sera / Only You (Durium, Ld A 6066)
- 1957 : L'ultimo raggio 'e luna / Malinconico autunno (Durium, Ld A 6127)
- 1957 : Day-O / Ea, canastos! (Durium, Ld A 6142)
- 1957 : Ave Maria no morro / Star-O (Durium, Ld A 6143)
- 1957 : The great Pretender / You're my everything (Durium, Ld A 6144)
- 1957 : Ea, canastos! / La borricana (Durium, Ld A 6145)
- 1957 : Piccolissima serenata / Tipitipitipso (Durium, Ld A 6167)
- 1957 : Mama Guitar / O. K. Corral (Durium, Ld A 6176)
- 1958 : Giuro d'amarti così / Io sono te (Durium, Ld A 6212)
- 1958 : Non potrai dimenticare / Timida serenata (Durium, Ld A 6213)
- 1958 : Tani / Galopera (Durium, Ld A 6229)
- 1958 : Sayonara / April love (Durium, Ld A 6230)
- 1958 : Come prima / Bewitched (Durium, Ld A 6231)
- 1958 : Jambo hippopotami / Invocation to Kabbia (Durium, Ld A 6232)
- 1958 : Concerto d'autunno / Con tutto il cuor [Whit all my heart] (Durium, Ld A 6246)
- 1958 : Pica y ripica / Canzone gitana (Durium, Ld A 6318)
- 1958 : My special angel / You are my destiny (Durium Ld A 6382)
- 1958 : Love letters in the sand / A very precious love (Durium Ld A 6383)
- 1959 : Arrivederci / Il tuo sorriso (Durium, Ld A 6461)
- 1959 : Ma baciami / Conoscerti (Durium, Ld A 6477)
- 1959 : Per tutta la vita / Tu sei qui (Durium, Ld A 6478)
- 1959 : Cercando l'amore / Kiss me [Kiss me honey honey] (Durium, Ld A 6521)
- 1959 : Non dimenticar (t'ho voluto bene) / Un po' di cielo (Durium, Ld A 6522)
- 1959 : Kiss me [Kiss me honey honey] / Passion flower (Durium, Ld A 6535)
- 1959 : Buondì [Alone] / Kiss me kiss me (Durium, Ld A 6607)
- 1959 : Guarda che luna / Labbra di fuoco (Durium, Ld A 6608)
- 1959 : Concertino / La strada dell'amore (Durium, Ld A 6625)
- 1959 : Faded orchid / La fine (Durium, Ld A 6552)
- 1959 : Labbra di fuoco / Buondì (Durium, Ld A 6662)
- 1959 : Prendimi con te / Un treno nel blu (Durium, Ld A 6690)
- 1959 : Non piango per te / Mille volte si (Durium, Ld A 6732)
- 1959 : Kilindini docks (Cera Grey 10045)
- 1960 : Por dos besos (The Red Record N. 20069)
- 1960 : Nessuno al mondo (The Red Record N. 20081)
- 1960 : 'A' come amore / È vero (Durium, Ld A 6736)
- 1960 : Abbracciami / Stormy rock (Durium, Ld A 6786)
- 1960 : Non so ballar (il cha cha cha) / Con tre pesetas (Durium, Ld A 6787)
- 1960 : Serenata a Margellina / 'Sti mmane (Durium, Ld A 6832)
- 1960 : Musica 'mpruvvisata! / 'O prufessore 'e Carulina (Durium, Ld A 6833)
- 1960 : Estate violenta / Più di così (Durium, Ld A 6885)
- 1960 : La mamma e il treno / O mein papa (Durium, Ld A 6886)
- 1960 : Un paradiso da vendere / Implorarti (Durium, Ld A 6891)
- 1960 : Domenica è sempre domenica / Non so dir (ti voglio bene) (Durium, Ld A 6893)
- 1960 : Cha cha cha per gli innamorati / Poquito no (Durium, Ld A 6929)
- 1960 : Veleno biondo / Notte d'amore (Durium, Ld A 6930)
- 1960 : Pupazzetti / Vorrei volare (Durium, Ld A 6944)
- 1960 : Il treno della neve [Chattanooga choo choo] / Valzer delle candele [Candellight waltz] (Durium, Ld A 6960)
- 1961 : Non mi dire chi sei / Mare di Dicembre (Durium, Ld A 6980)
- 1961 : Al di là / Una goccia di cielo (Durium, Ld A 6981)
- 1961 : Il mare nel cassetto / Al di là (Durium, Ld A 6992)
- 1961 : Che sensazione / Ho creduto (Durium, Ld A 7005)
- 1961 : Dimmelo in settembre / La gente ci guarda (Durium, Ld A 7032)
- 1961 : Si nun se chiamma ammore / O suonno tiene vint'anne (Durium, Ld A 7052)
- 1961 : L'altalena / La canzone dei poeti (Durium, Ld A 7079)
- 1961 : Controluce / Vieni con me (Durium, Ld A 7081)
- 1961 : Non sciupate l'amore / Sera d'autunno (Durium, Ld A 7109)
- 1962 : Prima del Paradiso / Passa il tempo (Durium, Ld A 7145)
- 1962 : Il piccolo visir / Glu, glu, glu (Durium, Ld A 7156)
- 1962 : Ferma questa notte / Mai più potrò scordare (Durium, Ld A 7189)
- 1962 : Ninna nanna ad un angelo / Regalami il tuo cuore (Durium, Ld A 7245)
- 1962 : Ladri nel cielo / La ballata dell'attacchino (Durium, Ld A 7246)
- 1963 : Kalispera / I due colonnelli (Durium, Ld A 7266)
- 1964 : Mondo che ha fame / Questa sera (Durium, Ld A 7369)
- 1964 : Buon anno a tutto il mondo / Brindiamo all'anno nuovo / Viva te viva me / amiamoci, amiamoci / Auld lang syne / Buon anno a tutto il mondo (Telerecord, SPF 640)
- 1964 : Stille nacht / In notte placida / Tu scendi dalle stelle / Siam pastori e pastorelle / Adeste fideles (Telerecord, SPF 641)
- 1964 : White Christmas / Notte di Natale (Telerecord, TLC SP 642)
- 1964 : Stille nacht / Tu scendi dalle stelle (Telerecord, SPF 643)
- 1965 : Lonely / In the silence (Telerecord, CL 501)
- 1966 : Bevi con me / Una volta sì (Combo, RT 1526)

### EP
- 1957 : Parlo alle stelle / L'ultima volta che vidi Parigi (Durium, ep A 3026)
- 1957 : Rock around the clock / Rock - a beatin' boogie / I want you to be my baby / Burn that candle (Durium, ep A 3039)
- 1957 : Domani / Vogliamoci tanto bene / Solo tu / Que serà serà (Durium, ep A 3042)
- 1957 : Day-O / Calypso melody / Calypso italiano / Star-O (Durium, ep A 3062)
- 1958 : Giuro d'amarti così / Tipitipitipso / Domenica è sempre domenica / Io sono te (Durium, Ep A 3086)
- 1958 : Come prima / Concerto d'autunno / My prayer / Le rififi (Durium, ep A 3100)
- 1958 : Parole d'amore sulla sabbia / Prezioso amore / Il mio angelo / Troviamoci domani a Portofino (Durium, ep A 3133)
- 1958 : Tani / Canzone gitana / Galopera / Pica y ripica (Durium, ep A 3153)
- 1959 : Arrivederci / Kiss Me / Passion Flower / Tom Dooley (Durium, ep A 3176)
- 1959 : Guarda che luna / Labbra di fuoco / Buondì / Kiss me kiss me (Durium, ep A 3182)
- 1959 : Concertino / Cercando l'amore  / La strada dell'amore / La fine (Durium, ep A 3188)
- 1960 : È vero / 'A' come amore / Colpevole / Invoco te (Durium, ep A 3204)
- 1960 : Un paradiso da vendere / Implorarti / È ritornato il sole / Nuvole rosse (Durium, ep A 3240)
- 1961 : Vorrei volare / Nocciolina / John Bum bum / Pupazzetti (Durium, ep A 3252)
- 1961 : Non mi dire chi sei / Una goccia di cielo / Al di là / Mare di dicembre (Durium, ep A 3263)
- 1961 : O suonno tiene vint'anne / Si nun se chiamma ammore / Pecché te sto vicino / E aspetto te (Durium, ep A 3277)

### 33 RPM
- 1955 : Parata di successi n°1 (Durium, ms Al 511)
- 1955 : Parata di successi n°2 (Durium, ms Al 512)
- 1956 : Parata di successi n°3 (Durium, ms Al 521)
- 1956 : 5º Festival della canzone, Sanremo 1955: Flo Sandon's, Bruno Rosettani, Aurelio Fierro (Durium, ms Al 524)
- 1956 : 5º Festival della canzone - Sanremo 1955 (Durium, ms Al 526)
- 1956 : Parata di successi n°4 (Durium, ms Al 552)
- 1956 : VI Festival della canzone italiana - Sanremo 1956 (Durium, ms A 556)
- 1957 : VII Festival della canzone italiana, Sanremo 1957 (Durium, ms A 572)
- 1958 : Flo Sandon's e Quartetto Radar (Durium, msA 583)
- 1958 : 8º Festival della canzone italiana San Remo 1958 (Durium, msA 588)
- 1958 : Schermo sonoro - Musiche da film (Durium, ms Al 591)
- 1959 : 8 African Ritual Songs [raccolti ed elaborati da Lecorde e Lorenzi] (Durium, ms Al 604)
- 1959 : 9º Festival della canzone italiana, Sanremo (Durium, msA 77015)
- 1959 : Vacanze in Italia - Raccolta di ballabili cantati, vol. 6 (Durium, msA 77039)
- 1960 : Canzoni per sorridere (Durium, ms A 77045)
- 1960 : Sanremo 1960 (Durium, MSA 77027)
- 1965 : Panoramica di canzoni con Flo Sandon's (Durium, ms A 77091)
- 1979 : Io italiana, io straniera (Start, LP.S 40.074)
- 1995 : Gli uomini sono tutti bambini (colonna sonora spettacolo teatrale)  (Easy, EP70862)

## Discografía extranjera

### 78 RPM
- 1952 : El negro zumbon / T'ho voluto bene (Durium, DU 15002, Francia)
- 1952 : Anna / I loved you (MGM 11457, U.S.A.)

### 45 RPM
- 1954 : Canzone da due soldi / Non è mai troppo tardi (Durium, 45015, Francia)
- 1954 : Aveva un bavero / Maria Cristina (Durium, 45 DU-02, Alemania)
- 1956 : Amami se vuoi / Nota per nota (Durium, 45 DU-43, Alemania)
- 1956 : Buongiorno Katrin / Non lasciarmi mai (Durium, 45 DU-55, Alemania)
- 1956 : I love Paris / Brave man (Good bye, Jane!) (Jugoton, SD 8002, Yugoslavia)
- 1956 : Love is a many splendored thing / I Speak to the Stars (Jugoton, SF 8004, Yugoslavia)
- 1956 : The deadwood stage / Questo è amore (Jugoton, D 4101, Yugoslavia)
- 1956 : I Love Paris / Mambo Bacan (Jugoton, SD 8008 y D 4104, Yugoslavia)
- 1956 : Mi cafetal / Parole amare (Jugoton, D 4128, Yugoslavia)
- 1956 : Buffalo Bill / Parole e musica (Jugoton, D 4134, Yugoslavia)
- 1957 : Kilindini docks / Rain, pain and sun (Jugoton, SD 8029, Yugoslavia)
- 1957 : O. K. Corral / Mama guitar (Jugoton, SD 8030, Yugoslavia)
- 1957 : Hula hop rog / Hula hoop song (Jugoton, SD 8033, Yugoslavia)
- 1957 : Tani / Come prima (Jugoton, SD 8039, Yugoslavia)
- 1959 : I want you to be my baby / Rock a beatin' boogie (Jugoton, D 4141, Yugoslavia)
- 1959 : Razzle dazzle / Rock around the clock (Jugoton, D 4148, Yugoslavia)
- 1959 : Rock around the clock / Rock-a-beatin' boogie (Jugoton, SY 8009, Yugoslavia)
- 1959 : La strada dell'amore / Passion flower (Durium, 45 DC 16641, Reino Unido)
- 1960 : Chattanooga choo choo / The heat is on (Jugoton, D 4156, Yugoslavia)
- 1961 : Al di là / Il mare nel cassetto (Odeon, LA 9004, Turquía)

### EP
- 1954 : Italia en musica y canciones - Flo Sandon's con accomp. de orquesta (Durium, ECGE 75010, España)
- 1954 : La luna nel rio / Vacaciones en Italia / Autunno a roma / Amo Parigi (Durium, ECGE 75025, España)
- 1954 : Baiao faz balancar / The blue pacific blues / Amore senza nome / L'ammore è nu canario (durium ECGE 75030, España)
- 1956 : Flo Sandon's n. 1 (Durium, U 20001, Reino Unido)
- 1956 : Mambos from Italy (Durium, U 20021, Reino Unido)
- 1958 : Pjevajmo I Plešimo - Br. 3 (Jugoton, EPD 9024, Yugoslavia)
- 1958 : Pjevajmo I Plešimo - Br. 5 (Jugoton, EPD 9026, Yugoslavia)
- 1959 : Sanremo 1959 (Durium, ECGE 75110, España)
- 1959 : Canzone d'Italia par Flo Sandon's, accompagnée par l'orchestre de Jack Lorenzi (Vogue-Durium, DVEP 95.074, Francia)
- 1960 : Flo Sandon's: 1er grand prix au Festival de la chanson napolitaine 1960 (Vogie-Durium, DVDP 95.090, Francia)

### 33 RPM
- 1954 : 4th San Remo song Festival (Durium, DLU 96004, Canadá)
- 1955 : V Sanremo song Festival (Durium DLU 96006, Reino Unido y Jugoton LPD 118, Yugoslavia)
- 1956 : A Festival of italian song - San Remo, 1956 (Durium, TLU 97001. Reino Unido)
- 1956 : 6º Festival della canzone italiana - San Remo (Durium, CLP 15023, España)
- 1957 : VII Festival della canzone italiana, Sanremo 1957 (Durium, CLP 15029, España)
- 1958 : Piccolissima serenata (Columbia, E 8181; Argentina)
- 1958 : Flo Sandon's - Revija Filmskih Uspjeha (Jugoton, LP D 117, Yugoslavia)
- 1958 : Flo Sandon's - Revija Filmskih Uspjeha br. 2 (Jugoton, LP D 119, Yugoslavia)
- 1958 : Various - VIII. Festival Zabavnih Pjesama San Remo 1958 (Jugoton, LPD 132, Yugoslavia)
- 1958 : Rhythm Of Southern (Durium, TLD 970 Ld; Reino Unido)
- 1958 : Thinking Of You - Various artists (Durium, TLU 97051, Sudáfrica)
- 1958 : Vacanze in Italia - Raccolta di ballabili cantati vol. 1 (Durium, 886 001, Alemania)
- 1958 : Vacanze in Italia - Raccolta di ballabili cantati vol. 2 (Durium, 886 002, Alemania)
- 1959 : 9º Festival della Canzone italiana, Sanremo 1959 (Durium, 886 003, Alemania)
- 1958 : VI. Festival Zabavne Muzike Sanremo 1956 (Jugoton, LPD 128, Yugoslavia)
- 1958 : Holiday in Italy, vol 3 (Durium, TLU 97009, Reino Unido)
- 1959 : The twelve greatest hits from the 1959 San Remo Festival (Epic LN 3572, USA)
- 1959 : Popular songs of Italy today (London International, TZ 91264, Reino Unido)
- 1960 : Sanremo 1960 (X Festival Talijanskih Pjesama) (Jugoton, LPD V 170)
- 1960 : Zvuci Sa Cinemascopa (Jugoton, LPD 171, Yugoslavia)
- 1960 : VIII. Festival Napuljskih Pjesama Napulj 1960 (Jugoton, LPD V 189, Yugoslavia)
- 1961 : Italian song hits from San Remo Festival, 1961 (London Records, TW 91255, Reino Unido)
- 1961 : Festival di San Remo 1961 (Industria Nacional del Sonido Venevox C.A. BL 609, Venezuela)
- 1962 : San Remo Festival of italian songs, 1962 (London International, TW 91278, USA)
- 1963 : San Remo Festival 1963 - Twelve contest winning songs (London International TW 91297, Reino Unido)